# 御崎出入口
御崎出入口（みさきでいりぐち）は北海道室蘭市茶津町にある国道36号室蘭新道（自動車専用道路区間）のランプ。
茶津町と御前水町の境界付近に位置し、室蘭市道母恋・東町大通線（旧国道36号）に接続する他、日本製鋼所構内へ接続する道路がある。
東室蘭方面から走行してきた場合、地球岬（チキウ岬）・トッカリショ・母恋駅方面への最寄ランプとなる。

## 歴史
- 1978年（昭和53年）11月22日、仲町出入口 - 母恋出入口間の開通に伴い供用開始[1][2]。

## 接続する道路
- 室蘭市道母恋・東町大通線[3]

## 周辺
- 日本製鋼所室蘭製作所御崎門
  - 日鋼特機室蘭事業所
- 御傘山神社[4]

## 隣
室蘭新道（自動車専用道路区間）
仲町出入口 - 御崎出入口 - 母恋出入口